# Файлан, Шейн
Шейн Стивен Файлан (англ. Shane Stephen Filan; 5 июля 1979, Слайго, Ирландия) — ирландский музыкант, вокалист поп-группы Westlife, популярный сольный исполнитель.

## Биография
Шейн Файлан родился 5 июля 1979 года в ирландском городке Слайго. Он младший ребёнок в семье Питера и Мэй Файлан. У Шейна три брата и три сестры: Финбарр, Питер мл., Айвонн, Лиам, Денис и Мейрид. Его родители были владельцами кафе Carlton в Слайго, и Шейн в юные годы помогал родителям, работая в нём официантом. Уже в школе будущая звезда познакомилась с Кианом Иганом и Марком Фихили — в скором времени также участниками Westlife. Начиная со школьной постановки мюзикла «Бриолин», в которой участвовала вся троица, и до, собственно, Westlife их дальнейший творческий путь стал уже совместным. Шейн — ярый поклонник Майкла Джексона, и, по его словам, именно «король поп-музыки» вдохновил его на музыкальную карьеру.

## Музыкальная карьера
До Westlife Шейн Файлан, вместе с Кианом и Марком и ещё тремя школьными приятелями были участниками вокального коллектива I.O.U. Группа выступала на местных концертных площадках и даже выпустила сингл «Together Girl Forever». Дошло до того, что ребят заметил Луис Уолш — менеджер Boyzone. Благодаря матери Шейна, которая связалась с ним по телефону, группа получила возможность проявить себя уже на более высоком уровне, сначала выступая на разогреве у Boyzone, затем на дублинском концерте Backstreet Boys. Впрочем, это была уже не I.O.U. Реформированный бой-бэнд, теперь состоявший из Шейна, Киана, Марка, а также новых участников: Никки Бирна и Брайана МакФаддена получил новое имя: Westside, а затем был переименован в Westlife. Шейн Файлан сразу же стал одним из ведущих вокалистов группы, наряду с Марком, а также Брайаном, покинувшим коллектив в 2004 году. Значительная часть песен Westlife начинается именно с вокала Шейна.
Вместе с Westlife Шейн Файлан имеет в своём активе более 40 миллионов проданных записей, в том числе 14 синглов, в разное время побывавших на первой строчке UK Singles Chart и 11 альбомов-бестселлеров, записанных в период с 1998 по 2010 год. Он также является соавтором некоторых песен группы. В сотрудничестве с Брайаном МакФадденом Шейн стал соавтором ряда композиций для других исполнителей, таких как Джон Остберг («Listen Girl»), Il Divo («Sei Parte Ormai Di Me») и написал песню «Let Me Be The One», исполненную Саймоном Кейси.
После распада группы занялся сольной карьерой. Первым шагом к её развитию стало подписание контракта с лейблом Capitol Records. А 25 августа 2013 года состоялся релиз дебютной работы Шейна — Everything to Me, выпущенной в формате мини-альбома.
Дебютный альбом Шейна You and Me вышел 4 ноября 2013 года. Альбом достиг шестого места в британских чартах и третьей строчки в родной Ирландии. Релиз второго альбома состоялся почти два года спустя. Лонгплей Right Here вышел 25 сентября 2015 года и возглавил ирландские чарты, а в Великобритании остановился в шаге от Топ-10.
5 мая 2017 года Шейн Файлан анонсировал выход третьего сольного альбома, который получит название Love Always. По словам Шейна пластинка будет включать избранные кавер-версии песен о любви, в числе которых, например, This I Promise You, в оригинале исполненная группой ’N Sync. а также несколько абсолютно новых песен, написанных Шейном собственноручно.

## Банкротство
Будучи участником группы Westlife, Шейн находил время и на свой бизнес, основав на пару с братом компанию Shafin Developments, специализирующуюся на сделках с недвижимостью. Однако из-за резкого падения цен на земельные участки в Ирландии семейное предприятие настиг кризис, который, в итоге, обернулся банкротством компании в июне 2012 года. Размер обязательств перед банками на тот момент достиг 18 миллионов фунтов стерлингов. Шейн был вынужден покинуть свой шикарный особняк в Карраро и даже расстаться со своим обручальным кольцом, которое он, впрочем, впоследствии благополучно выкупил у банка. Вопреки всем попыткам выйти из кризиса и даже несмотря на успешный прощальный гастрольный тур Westlife, спустя пять дней после финального выступления группы на стадионе Кроук Парк в Дублине, имевшего место 23 июня 2013 года, на банковских счетах Шейна оставалось лишь 470 фунтов стерлингов. Позднее в интервью он поделился своими переживаниями относительно этого тяжелого периода:
Это была страшная неделя. Ты думаешь: «Я только что закончил в Westlife — у меня должны быть миллионы». Но у меня ничего…
Я помню, как, однажды, мой маленький сын Патрик, гладя на витрину магазина сказал: «Папа, посмотри на эту игрушку Человека-паука! Можно мне её?». Я увидел, что на ценнике — £29.99. Я сказал что-то вроде: «Это действительно дорого. Мы не можем этого сейчас позволить».
В настоящее время жизнь Шейна Файлана и его семьи вернулась в нормальное русло. Шейн считает, что хоть деньги и ушли, но, главное, остался голос, и поэтому он воспринимал работу над первым сольным альбомом, как свой второй шанс.

## Личная жизнь
28 декабря 2003 года Шейн Файлан женился на своей школьной любви Джиллиан Уолш (которая является двоюродной сестрой Киана Игана). А 23 июля 2005 года в молодой семье родилась дочь — Николь Роуз. Её брат, которого нарекли Патриком, появился на свет 15 сентября 2008 года. А уже 22 января 2010 года родился и третий ребёнок. Мальчика назвали Шейн Питер в честь своего отца.
В свободное время Шейн Файлан увлекается гольфом. Кроме этого он заядлый любитель лошадей, питающий настоящую страсть к конному спорту. Звезда Westlife также является футбольным болельщиком: он, как и его бывший партнёр по группе Никки Бирн, болеет за Манчестер Юнайтед и, конечно, за сборную Ирландии.

## Сольная дискография

### Синглы
- Everything to Me (2013)
- About You (2013)
- Knee Deep in My Heart (2013)
- Me and the Moon (2015)
- I Could Be (2015)

### Альбомы
- You and Me (2013)
- Right Here (2015)
- Love Always (2017)